# Roland P. Falkner
Roland Post Falkner, född 14 april 1866 i Bridgeport, Connecticut, död 1940, var en amerikansk statistiker.
Falkner blev filosofie doktor i Halle an der Saale 1888, var 1891-1900 professor i statistik vid Wharton School of Finance and Economy i Philadelphia, därpå 1900-04 arkivchef vid kongressens bibliotek i Washington, D.C., 1904-07 ledare för organiserandet av skolväsendet på Puerto Rico och 1911-12 biträdande ledare för folkräkningen i USA. Han övervakade 1913-14 som "land commissioner" de amerikanska ekonomiska intressena i Panamakanalzonen och anställdes 1915 vid Alexander Hamilton Institute i New York. Han utgav 1890-1900 den ansedda tidskriften "Annals of the American Academy of Political and Social Science".